# Tinsel Dome
Der Tinsel Dome (englisch für Lamettakuppel) ist ein vereister und 700 m hoher Hügel im Norden des Grahamlands auf der Antarktischen Halbinsel. Auf der Westseite der Trinity-Halbinsel ragt er zwischen den Aureole Hills und der Bone Bay auf.
Der Falkland Islands Dependencies Survey kartierte ihn im Jahr 1948 und nahm die deskriptive Benennung vor.